# LVV Lugdunum
LVV Lugdunum is een amateurvoetbalvereniging uit de stad Leiden, in de Nederlandse provincie Zuid-Holland. De naam van de op 14 mei 1919 opgerichte vereniging is waarschijnlijk afgeleid van de studentenvereniging Lugdunum Batavorum. Lugdunum is voortgekomen uit het rond 1910 opgerichte TAVENU (Tot Algemeen Vermaak En Nuttig Uitgaan) dat echter vanwege de mobilisatie in de Eerste Wereldoorlog rond 1915  is gestopt. Na het einde van de Eerste Wereldoorlog hebben diverse oud-leden van TAVENU een nieuwe vereniging opgericht, nu luisterend naar de naam Lugdunum. Oprichters waren onder anderen Isaac Neuteboom, Bram Goddijn en Henk de Heer. Mogelijk waren ook Willem van der Linden en Arie van Schooten betrokken.
In het verleden was de zondagafdeling de belangrijkste afdeling binnen de club. Het eerste elftal speelde ooit in de Eerste klasse. De periode 1980-1985 was de meest succesvolle in de clubhistorie, Lugdunum speelde toen vijf seizoenen op rij in de Eerste klasse. Na het seizoen 2008/09 werd gestopt met het eerste zondagelftal. Op de zondag komen enkel nog teams in actie in recreatief verband. Het eerste elftal degradeerde in het seizoen 2024/25 uit de Vierde klasse zaterdag. Na dit seizoen trok Lugdunum het eerste elftal terug uit het standaardvoetbal. Hierdoor heeft Lugdunum voor het het eerst sinds 1922 geen standaardelftal meer. 

## Clubkleuren en tenue
De clubkleuren zijn groen en wit, wat Lugdunum de bijnaam De Kikkers gaf. De kikker komt ook terug in het clublogo.
Het tenue van Lugdunum bestaat uit een groen shirt, witte broek en groene sokken.
Jarenlang waren de tenues die de verschillende elftallen droegen niet eenduidig. Enkele elftallen, speelden in een shirt à la Celtic FC met verticale groene en witte banen en een witte broek. Hierbij werden witte, groen-wit gestreepte of groene sokken met witte bies gedragen. Andere elftallen speelden in een geheel groen shirt of een groen shirt met witte mouwen.

## Accommodatie
Lugdunum heeft haar thuisbasis in sportpark Kikkerpolder II aan de Oegstgeesterweg naast de Leidse Hout, dat wordt gedeeld met de studentenvoetbalvereniging LVV Football Factory. Ook de honkballers van Biento maken gebruik van Kikkerpolder II. Men heeft hier de beschikking over 3 velden, waarvan 1 met rubber ingestrooid kunstgrasveld dat geschikt is voor voetbal, honkbal en softbal. 
In het seizoen 2025-2026 komt ook LFC bij Lugdunum op het sportpark spelen. 
Voetbalclub UVS heeft haar accommodatie in het naastgelegen Kikkerpolder I, die het deelt met de andere studentenclub LSVV '70

## Competitieresultaten 1997–heden (zaterdag)
| 1 4A |

| 4 3A |

| 2 3A |

| 12 2C |

| 7 3A |

| 7 3A |

| 9 3A |

| 3 3A |

| 5 3A |

| 9 3A |

| 10 3A |

|  |

| 3 5A |

| 1 4A |

| 4 3A |

| 10 3B |

| 6 3A |

| 12 3A |

| 2 4A |

| 5 3A |

| 1 3A |

| 12 2C |

| 3 3A |

| 5* 3A |

| 3* 3A |

| 10 3A |

| 7 3A |

| 13 3A |

- = Dit seizoen werd stopgezet vanwege de uitbraak van het coronavirus. Er werd voor dit seizoen geen officiële eindstand vastgesteld.

| Tweede klasse | Derde klasse  |
| Vierde klasse | Vijfde klasse |

## Competitieresultaten 1922–2009 (zondag)
| 1 3D |

| 9 2C |

| 2 3B |

| 2 3A |

| 1 3A |

| 3 3A |

| 2 3A |

| 2 3A |

| 4 3B |

| 9 3A |

| 2 3A |

| 3 3B |

| 6 3B |

| 7 3C |

| 7 3A |

| 4 3A |

| 9 3A |

| 5 3A |

| 9 |

| 6 3A |

| 8 3A |

| 10 3A |

| 8 3A |

|  |

| 7 3A |

| 9 3A |

| 1 4C |

| 1 4B |

| 2 4E |

| 2 4A |

| 2 4A |

| 1 4A |

| 4 3A |

| 1 3B |

| 1 2A |

| 4 2A |

| 12 2A |

| 12 3A |

| 2 4B |

| 2 4A |

| 1 4A |

| 8 3A |

| 1 3A |

| 7 2A |

| 12 2A |

| 2 3A |

| 3 3A |

| 1 3A |

| 1 2A |

| 7 1B |

| 11 1B |

| 7 2A |

| 9 2A |

| 3 2A |

| 4 2A |

| 6 2A |

| 9 2A |

| 2 2A |

| 1 2A |

| 9 1B |

| 5 1B |

| 7 1A |

| 11 1A |

| 14 1A |

| 9 2A |

| 9 2A |

| 7 2A |

| 9 2A |

| 2 3A |

| 2 3A |

| 7 3A |

| 3 3A |

| 4 2A |

| 8 2A |

| 4 2A |

| 5 2C |

| 8 1B |

| 12 1B |

| 9 2C |

| 11 2C |

| 11 3A |

| 1 4B |

| 11 3A |

| 7 4C |

| 8 4A |

| 7 4A |

| 12 4A |

| 12 5A |

| Eerste klasse | Tweede klasse | Derde klasse | Vierde klasse | Vijfde klasse | Noodcompetitie |

In elke staaf van de grafiek staat van boven naar beneden vermeld: 
- Eindnotering

Dit is de positie die de club heeft bereikt in de competitie, zonder eventuele beslissings-, play-off- of nacompetitiewedstrijden die nodig zijn geweest om bijvoorbeeld de kampioen van de competitie te bepalen.
Indien een * achter het getal staat is de notering een tussenstand en kan het zijn dat de notering niet overeenkomt met de uiteindelijke eindstand van de competitie.
Staat er een - dan is het seizoen nog bezig en is er geen definitieve uitslag bekend.
Staat er xx op de positie van de notering, dan heeft de club vroegtijdig de competitie verlaten. Dit kan onder andere komen door terugtrekking van het team, faillissement van de club of door een uitgedeelde straf van de KNVB. In veel gevallen staat elders in het artikel de reden vermeld.
Staat er een ? dan is het resultaat uit het verleden onbekend, en is alleen de competitie of het niveau bekend van dat seizoen.
In de seizoenen 2019/20 en 2020/21 werd wegens de coronacrisis het amateurvoetbal afgebroken. Daardoor kennen deze staven geen eindklassering (middels -- weergegeven).
- Competitieniveau en afdelingsletter of Officiële eindstand Eredivisie
  - Competitieniveau en afdelingsletter

Hierbij geeft het getal het niveau weer, dat ook terug te vinden is in de legenda. De letter is de afdelingsaanduiding en wordt gebruikt wanneer er meer afdelingen zijn op hetzelfde niveau. De afdelingsletter is altijd een hoofdletter en wordt meestal zonder nummer gebruikt.
Voorbeeld: 2F is niveau 2e klasse competitie F.
Het competitieniveau en nummer wordt niet vermeld wanneer er slechts één competitie van dit niveau was.
  - Officiële eindstand Eredivisie (getal staat tussen haakjes vermeld)

Sinds de introductie van play-offwedstrijden voor Europees voetbal na afloop van de reguliere competitie in 2005/06, is de KNVB verplicht een eindstand van de Eredivisie door te geven aan de UEFA aan de hand van deze play-offwedstrijden.
Bij deze eindstand staan clubs die zich hebben gekwalificeerd voor Europees voetbal hoger dan clubs die zich niet wisten te kwalificeren. Indien er geen verschil was tussen de eindnotering en de officiële eindstand, staat dit getal niet vermeld.

- Onderafdeling

Hier staat afgekort de naam van de onderafdeling indien de club in dat jaar in een onderafdeling uitkwam. Tevens staat deze afkorting in de legenda en wordt gelinkt naar het artikel over deze onderafdeling. Deze afkorting wordt alleen vermeld wanneer de club in het verleden in verschillende onderafdelingen heeft gespeeld. Deze vermelding is in de staaf altijd in kleine letters. Deze onderafdelingen zijn na het seizoen 1995/96 afgeschaft. Heeft de club in slechts één onderafdeling gespeeld, dan is dit alleen terug te vinden in de legenda.
Onder de staaf staat het jaartal vermeld waarin het seizoen is afgesloten. 15 verwijst naar het seizoen 2014/15 of eventueel het seizoen 1914/15.
Wanneer een staaf leeg is, zijn deze gegevens niet bekend. Het kan ook zijn dat de club dat seizoen niet heeft meegespeeld op het hogere amateurniveau, vroegtijdig de competitie heeft verlaten of uit de competitie is gezet.

In het seizoen 1944/45 was er wegens de Tweede Wereldoorlog geen regulier competitievoetbal.

## Bekende (ex-)spelers
- Houssin Bezzai
- Tim de Cler
- Randy Wolters